# La ragazza interrotta
La ragazza interrotta (Girl, Interrupted) è un libro in forma di diario del 1993, scritto dall'autrice statunitense Susanna Kaysen. Nel libro l'autrice parla della sua esperienza come paziente in una clinica psichiatrica negli anni sessanta.

Nel 1999 dal libro è stato tratto un film, Ragazze interrotte (Girl, Interrupted) diretto da James Mangold, con Winona Ryder e Angelina Jolie, sebbene quest'ultimo sia molto diverso dal libro stesso.

## Trama
Nell'aprile 1967, la diciottenne Susanna Kaysen fu ricoverata al McLean Hospital, a Belmont, nel Massachusetts, dopo aver tentato il suicidio per overdose di pillole. Nega che sia stato un tentativo di suicidio a uno psichiatra, che le suggerisce di prendersi del tempo per riorganizzarsi al McLean, un ospedale psichiatrico privato. A Susanna viene diagnosticato un disturbo borderline di personalità e la sua degenza in ospedale viene estesa a 18 mesi invece delle due settimane proposte.
Le compagne pazienti Polly, Cynthia, Lisa Rowe, Lisa Cody, Georgina e Daisy contribuiscono alle esperienze di Susanna al McLean mentre descrive i loro problemi personali e come affrontano il loro tempo in ospedale. Includendo descrizioni personalizzate dei personaggi secondari, il lettore genera un'idea di quanto sia grave ciascuna delle loro circostanze, che a sua volta disegna una dicotomia tra Susanna e gli altri ammessi. Susanna introduce anche il lettore a particolari membri del personale, tra cui Valerie, il dottor Wick e la signora McWeeney. I membri del personale svolgono un ruolo fondamentale nel farle sapere se i medici hanno o meno reali intenzioni di curare con successo i loro pazienti a causa della mancanza di progressi sanitari tra i suoi coetanei. Susanna e le altre ragazze vengono infine informate che Daisy, recentemente rilasciata, è morta suicida il giorno del suo compleanno. La morte di Daisy rattrista profondamente le ragazze e conservano un prolungato momento di silenzio nella sua memoria.
Susanna riflette sulla natura della sua malattia, inclusa la difficoltà a dare un senso ai modelli visivi, e suggerisce che la sanità mentale è una falsità costruita per aiutare i "sani" a sentirsi "normali" al confronto. Si chiede anche come i medici trattino le malattie mentali e se stiano curando il cervello o la mente. Durante la permanenza in corsia, Susanna subisce anche un periodo di spersonalizzazione, in cui si morde la carne della mano dopo aver avuto il terrore di aver “perso le ossa”. Sviluppa una frenetica ossessione per la verifica di questa realtà proposta e insiste persino per vedere una radiografia di se stessa per esserne sicura. Questo momento frenetico è descritto in frasi e mosse più brevi che mostrano lo stato mentale ei processi mentali di Kaysen mentre li attraversava. Inoltre, durante un viaggio dal dentista con Valerie, Susanna diventa frenetica dopo essersi svegliata dall'anestesia generale, quando nessuno le dirà da quanto tempo è priva di sensi e teme di aver perso tempo. Come il suo incidente con le sue ossa, Kaysen cade rapidamente in uno stato di panico e ossessivo che alla fine viene calmato solo dai farmaci.
Dopo aver lasciato McLean, Susanna dice di essere rimasta in contatto con Georgina e alla fine ha visto Lisa, ora una madre single che stava per prendere la metropolitana con il suo giovane figlio e sembrava, seppur eccentrica, sana di mente. La salute mentale statica di Susanna e l'incertezza che sarà "guarita" quando sarà ufficialmente rilasciata dall'istituto fa luce sulla soggettività della sua malattia mentale. Gli individui che mostrano emozioni espresse in modo insolito sono ostracizzati dalla società quando in realtà come esseri umani siamo tutti capaci di essere nello spettro della follia se analizzati rigorosamente da un professionista. Essere "pazza" era la sua risposta naturale agli stressanti della vita in un momento particolarmente vulnerabile dedicato alla guarigione della sua bambina interiore.

## Origine del titolo
Il titolo dell'opera deriva dal quadro di Vermeer Concerto interrotto (Girl Interrupted at her Music), cui Susanna è particolarmente legata.

## Edizioni
- Susanna Kaysen, Ragazze interrotte, collana esperienze, TEA,  p. 166, ISBN 88-7818-827-1.